# 錫博爾德角
73°54′S 165°23′E / 73.900°S 165.383°E
錫博爾德角是南極洲的海岬，位於維多利亞地沿岸，處於紐恩斯夫人灣的西南端，是登山家山脈的西南端，英國探險隊在1841年2月發現該海岬。